# Amom (demônio)

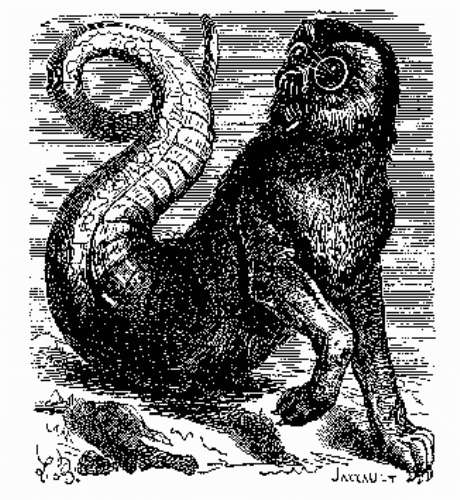
Imagem de Amom, do livro Dictionnaire infernal

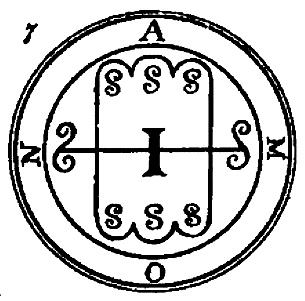
Selo de Amom

Na demonologia, Amom (também pronunciado Aamom) é o Marquês dos infernos, é o sétimo demônio goético, que governa quarenta legiões do inferno. Sua aparência é a de um lobo com uma cauda de serpente; chamas do fogo, como vômito, saem de fora de sua boca. Ao comando de um mago, Amom pode assumir a forma de homem com uma cabeça de corvo, tendo um dos dentes caninos. Ele fala de todas as coisas, passadas e futuras. Ele adquire amor e concilia controvérsias entre amigos e inimigos. Alguns demonologistas[carece de fontes?] têm seu nome associado com o deus egípcio Amom ou com o deus Ba'al Hammon, de Cartago.